# Aria Giovanni
Aria Giovanni, pseudonimo di Cindy Renée Volk (Los Angeles, 3 novembre 1977), è un'ex attrice pornografica statunitense.
È stata la Pet of the Month del mese di settembre del 2001 per la rivista Penthouse.

## Biografia
Cindy Renée Volk è nata a Los Angeles, da padre di origini per metà jugoslave e per metà italiane, e da madre di origini francesi, tedesche, irlandesi e caraibiche. Riguardo alla sua infanzia, Aria ha spiegato che era abbastanza timida, con una sola amica durante le scuole superiori, ma con un rendimento scolastico molto soddisfacente. Secondo il suo sito web, riuscì così bene negli studi da essere in grado di diplomarsi e proseguire per l'università già all'età di 16 anni. Accadde questo anche perché, all'età di 12 anni, entrò a far parte di una comunità di recupero, per problemi legati ad alcool e droga, per trascorrervi 26 mesi. Durante il secondo anno in comunità, iniziò a frequentare le classi della scuola superiore e riuscì a recuperare due anni di corso di studi. Successivamente lascerà la comunità per iniziare a frequentare una normale scuola superiore.

## Carriera
Iniziò a rispondere ad annunci sui giornali nell'ottobre 1999 e presto cominciò ad apparire in siti web pornografici amatoriali come Amateur Pink, Busty Amateurs, Seductive Amateurs e BubbleGirls.
Nel 2000, Aimee Sweet presentò Aria alla fotografa glamour Suze Randall, che alla fine di maggio dello stesso anno realizzò un servizio fotografico della Giovanni pubblicato sul numero di settembre della rivista Penthouse. Allo stesso tempo, Aria apparve anche sul sito web Bomis, posando vestita per la Ferrari.
Nello stesso periodo del servizio fotografico per Penthouse, si trasferì all'Università della California di San Diego scegliendo biochimica come prima specializzazione e letteratura inglese come seconda. In ogni caso, decise di non frequentare i corsi, ritenendo che il carico di studi non le avrebbe lasciato tempo a disposizione per l'attività di modella. Pensava, infatti di poter avere altre occasioni per tornare a scuola, ma che non sarebbe stato lo stesso per l'attività di modella.
Nel 2001 interpretò Monica Snatch nel film Survivors Exposed, una parodia di Survivor, una serie televisiva. Apparve anche nello show televisivo Shipmates (episodio del 16 novembre 2001).
Aria è comparsa in lavori fotografici bondage, fetish, amatoriali, glamour e artistici. Si è guadagnata un particolare rispetto, facendo parte delle relativamente poche modelle col seno abbondante che lavorano in questo campo che non si sono sottoposte a interventi di chirurgia plastica.
Ha lavorato spesso con Andrew Blake, apparendo in Girlfriends, Aria, Blondes & Brunettes, Justine, Adriana e Naked Diva. Le sue apparizioni si limitano a film pornografici softcore, sebbene la maggior parte delle sue scene lesbo consistano solamente in contatti sessuali accennati. La sua sola presenza in un film pornografico hard-core è da registrarsi nel DVD offerto da BubbleGirls.com dove è interprete di una masturbazione in solitario con mani, oggetti, e fisting, nonché di una scena con pissing.
Ha terminato la carriera di attrice pornografica nel 2009.

## Vita privata
Si è sposata e ha successivamente divorziato con il chitarrista metal John 5.

## Filmografia
- Aria Giovanni (2000)
- Aria (2001)
- Blond and Brunettes (2001)
- Girlfriends (2001)
- 13 Erotic Ghosts (2002)
- Adriana (2002)
- Aria Giovanni (2002)
- Justine (2002)
- Thrill Seekers (2002)
- Naked Diva (2003)
- Meridians Of Passion (2004)
- Aria's House of Ecstasy (2005)
- Aria's Secret Desires (2005)
- Virtual Lap Dancers 1 (2005)
- Virtual Lap Dancers 2 (2005)
- Aria Giovanni's Foot Tease (2006)
- Aria Giovanni's Stocking Tease (2006)
- Andrew Blake X 1 (2007)
- Andrew Blake X 2 (2007)
- Leg Action 9 (2007)
- Adorable Girls 7 (2008)
- Screen Dreams 2 (2008)
- Voyeur Within (2009)
- ATK Co-Eds With Sexy Feet 2 (2012)
- Big Breast Hairy Pussy (2012)